# Julian Baumgartlinger
Julian Baumgartlinger (* 2. ledna 1988, Salcburk, Rakousko) je rakouský fotbalový záložník a reprezentant, který hraje od roku 2016 v klubu Bayer 04 Leverkusen.

## Klubová kariéra
Na profesionální úrovni působil postupně v klubech TSV 1860 München, Austria Vídeň, 1. FSV Mainz 05. V sezóně 2015/2016 dovedl Mainz jako kapitán na šesté místo v tabulce, ale v létě odešel do Bayeru Leverkusen,
kde se upsal do léta roku 2020, poté co Leverkusen aktivoval výkupní klauzuli v ceně 4 milionů eur.

## Reprezentační kariéra
Nastupoval v mládežnických reprezentacích Rakouska od kategorie U16.
V A-mužstvu Rakouska debutoval 9. 9. 2009 v kvalifikačním utkání v Bukurešti proti týmu Rumunska (remíza 1:1).